# Campionati francesi di ski cross
I Campionati francesi di ski cross sono una competizione sciistica che si svolge ogni anno, generalmente nel mese di marzo o aprile. Federazione francese di sci, decretano il campione e la campionessa francesi di ski cross. 

## Albo d'oro
| Edizione | Uomini                        | Donne                        |
| -------- | ----------------------------- | ---------------------------- |
| 2006     | Christian Cretier             | Ophelie David                |
| 2007     | Simon Bastelica               | Méryll Boulangeat            |
| 2008     | Non disputati                 | Non disputati                |
| 2009     | Gara annullata                | Gara annullata               |
| 2010     | Oliver Fabre                  | Marion Josserand             |
| 2011     | Non disputati                 | Non disputati                |
| 2012     | Jonas Devouassoux             | Aude Aguilaniu               |
| 2013     | Non disputati                 | Non disputati                |
| 2014     | Non disputati                 | Non disputati                |
| 2015     | Non disputati                 | Non disputati                |
| 2016     | Youri Duplessis Kergomard     | Alizee Baron                 |
| 2017     | Youri Duplessis Kergomard (2) | Laury Murullaz               |
| 2018     | Bastien Midol                 | Marielle Berger Sabbatel     |
| 2019     | Bastien Midol (2)             | Marielle Berger Sabbatel (2) |
| 2020     | Bastien Midol (3)             | Marielle Berger Sabbatel (3) |
| 2021     | Non disputati                 | Non disputati                |
| 2022     | Morgan Guipponi Barfety       | Jade Grillet-Aubert          |
| 2023     | Melvine Tchiknavorian         | Marielle Berger Sabbatel (4) |
| 2024     | Terence Tchiknavorian         | Marielle Berger Sabbatel (5) |